# Wolfgang Brinkmann
Wolfgang Brinkmann (ur. 23 maja 1950 w Bielefeld) – niemiecki jeździec sportowy. Złoty medalista olimpijski z Seulu.
Reprezentował barwy RFN. Sukcesy odnosił w skokach przez przeszkody. Igrzyska w 1988 były jedynymi w jego karierze, triumfował w drużynie. Partnerowali mu Ludger Beerbaum, Dirk Hafemeister i Franke Sloothaak. Startował na koniu Pedro.